# Friedrich Sporleder
Friedrich Wilhelm Sporleder (* 10. April 1787 in Wernigerode; † 28. März 1875 ebenda) war ein preußischer, deutscher Beamter und Naturforscher.

## Leben
Sporleder besuchte das Lyceum in Wernigerode von 1800 bis 1806, studierte Rechtswissenschaften in Göttingen und wurde bei der gräflichen Regierung in Wernigerode Sekretär, später Rat und 1840 Regierungs- und Konsistorialrat. Seine besondere Vorliebe galt der Naturkunde, insbesondere der Botanik. Er legte eine umfangreiche Naturaliensammlung an.
Sporleder war Mitglied des wissenschaftlichen Vereins zu Wernigerode.
Am 23. Dezember 1874 machte er sein Testament, das am 28. April 1875 publiziert wurde. Darin ernannte er seine Ehefrau Friederike geb. Kallenbach zur Universalerbin. Nach deren Tod sollten aus seinem Nachlass an Graf Otto zu Stolberg-Wernigerode Folgendes übergeben werden:
- seine gedruckten Bücher naturhistorischen Inhalts für die gräfliche Haupt- oder Fideikommiss-Bibliothek zu Wernigerode
- sein Herbarium und seine übrigen Naturalien-Sammlung nebst den dazugehörigen Schränken und Spinden für das gräfliche Naturalienkabinett
- 3.500 Taler (= 10.500 Mark) für den Zweck, die Zinsen dieses Kapitals zur Unterstützung und Förderung der Gemeinde-Krankenpflege in Wernigerode und Nöschenrode zu verwenden.

Nachdem die Witwe Sporleder am 2. September 1884 verstorben war, traten die testamentarischen Bestimmungen ein. Daraufhin erließ Graf Otto am 16. November 1884 ein Statut für Verwaltung des Sporlederschen Legats für Krankenpflege und übertrug dessen Verwaltung seinem Konsistorium.

## Werke
- Der Pastor Kessler, in: Wernigeröder Intell.-Blatt 1832, 40
- Beiträge über die Flora des Harzes zu den Harzbüchern von Gottschalk, Meyer, Nehse und Brederlow
- Beitrag zur Flora der Insel Portorico

## Ehrungen
- Roter Adlerorden 4. Klasse